# 殺死嬰兒希特勒

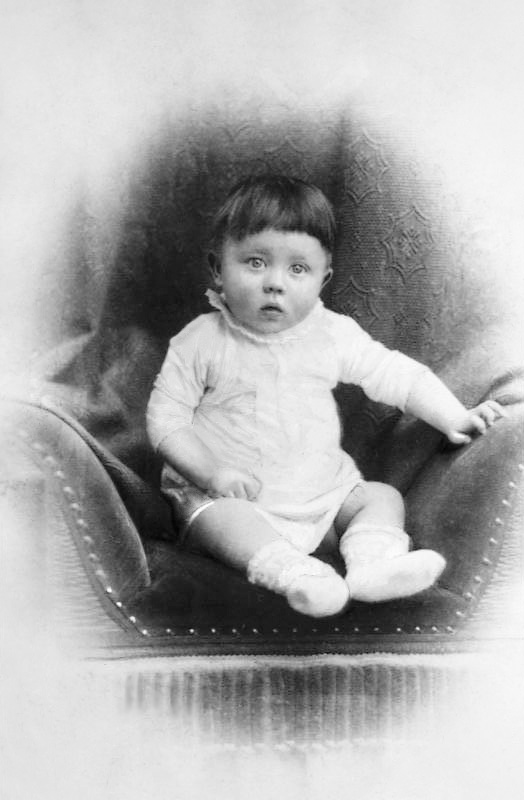
嬰兒時期的阿道夫·希特勒，约1889–1890年

「殺死嬰兒希特勒」是倫理學和理論物理學領域的一個思想實驗，探討利用時間旅行去刺殺嬰兒阿道夫·希特勒的問題。這個思想實驗涉及行動及其後果方面的伦理困境，以及时间悖论所呈現的時間邏輯一致性問題。自第二次世界大戰以後，這個題材就首次成為科幻小說的文學比喻，並持續被用來探索倫理和形上學的辯論。
在針對殺害嬰兒希特勒問題的倫理爭論中，不同的道德哲學觀點有不同的見解：功利主義認為殺害嬰兒希特勒是正當的，因為潛在的利益大於潛在的成本；义务伦理学認為這是不合理的，因為殺嬰本身即是錯誤的；結果主義則關注此舉可能帶來的後果，並質疑其道德性。這個問題也被用來討論先天与后天因素，即改變嬰兒希特勒成長的社會是否比殺死他更好。
從形上學角度來看，關於殺死嬰兒希特勒的可能性引發了时空哲学的討論：時間的B理論認為由於其固有的時間悖論，殺死嬰兒希特勒是不可能的；而多时间维度的理論則提供了改變過去的可能性。2015年底，《紐約時報》進行了一項民意調查，詢問讀者對這個問題的看法，引發了公開辯論的熱烈討論。支持殺害嬰兒希特勒的人包括佛罗里达州州長傑布·布希和電影演員汤姆·汉克斯，而喜劇演員斯蒂芬·科拜尔和評論家班·夏皮羅則被認為是反對者。

## 倫理思想實驗

### 結果論
根據結果主義的觀點，任何行為的道德價值僅由其後果來判斷。結果主義倫理學提出了可預見的即時後果，和不可預見的潛在後果之間的二分法。例如，在約翰·庫伯格（Johann Kühberger）拯救年輕的希特勒免於溺水的故事中，拯救一條生命的即時積極後果是激勵因素，但這也導致了希特勒最終掌權的消極後果。在2000年關於結果論的文章中，英國哲學家詹姆斯·倫曼提出一個假設：若是在公元前100年，一名德國匪徒曾饒恕希特勒遠親的生命。根據結果主義的觀點，雖然匪徒選擇饒恕，導致了希特勒無法預見的未來罪行，然而這位匪徒並沒有做錯，因為在當下殺死遠親，很可能會帶來更糟糕且不可預見的後果。同樣地，殺死嬰兒希特勒也可能產生各種不可預見的後果，一種普遍的觀點認為即有其他人可能取代希特勒，並且更加邪惡。鑑於殺死嬰兒希特勒可能產生的後果尚不明確，這個問題目前還沒有明確的解決方案。

### 義務論
根據义务伦理学的觀點，行為的道德價值是由特定的倫理價值觀決定的，而非由情況決定。即使這種行為以共同利益而言有益，但義務論仍然反對殺戮，因為它認為所有人類都具有「不可剝奪的價值」。因此，義務倫理反對殺死嬰兒希特勒，因為它認為殺死嬰兒本身即為錯誤，並不考慮任何可能的後果。

### 功利主義論
功利主義是一種主張追求最大化幸福和最小化痛苦的道德哲學。在功利主義的倫理觀中，殺死嬰兒希特勒被認為是「合理」的，因為這種行為被認為可以帶來潛在的利益大於道德成本。由於希特勒造成了數百萬人的痛苦和苦難，因此殺死嬰兒希特勒可以被視為是正當的。這樣一來，可以拯救數百萬無辜的生命。然而，殺死嬰兒希特勒的問題與有轨电车难题相似，因此功利主義對這個問題的回答也採取了相似的立場。
反對功利主義的論點則認為，專注於殺死嬰兒希特勒並不能保證未來不會再次出現苦難，這意味著時間旅行者只是在犯下道德上的殺嬰罪。 美國哲學家珍妮特·斯特姆威德爾（Janet Stemwedel）認為殺死嬰兒希特勒並不是實現最大化幸福的可靠手段。斯特姆威德爾主張，將功利主義倫理應用於時間旅行偏向於因果關係，而非人類的行動能力，忽視人類可以做出不同選擇和改變的能力。

### 先天與後天
對加拿大心理學家朱莉亞·肖來說，對於殺死嬰兒希特勒的問題所給出的答案揭示了人們對「先天與後天」的看法：那些會殺死嬰兒希特勒的人可能認為個體傾向「邪惡是先天」的決定論看法，而那些不會殺死嬰兒希特勒的人可能更重視成長環境和社會條件對個體的影響。
在對希特勒嬰兒期的精神分析中，奧地利精神科醫生弗雷德里克·雷德利赫發現他是「相當正常的孩子」，並且幾乎沒有表現出任何將成為他成人特徵的種族滅絕意圖或獨裁傾向。由於沒有基於他基因的科學解釋希特勒後來的行為，因此人們通常更關注希特勒早期的童年環境。
在駁斥英雄史觀的過程中，可以認為殺死嬰兒希特勒並不能消除這種文化環境，這種環境仍會導致其他人長大後追求極右派政治和種族滅絕政策。從這個角度看，珍妮特·斯特姆威德爾認為，使用時間旅行來改變社會條件比殺死嬰兒更可取，因為這認識到希特勒行為的責任不僅僅在於他本人，還在於那些養育、追隨和選舉他的人所承擔的集體責任。

### 限制性
殺死嬰兒希特勒的道德正當性通常取決於這樣一個問題：在一個孩子尚未犯下任何反人類罪行之前，他們未來的行為是否能被認為是他們的責任。然後可提出一個相關問題，即在哪裡劃定殺死可能會犯下危害人类罪的嬰兒的界限。
美國活動家肖恩·金提出了這個問題，認為殺死嬰兒希特勒的邏輯同樣可以應用於剛出生的哥倫布、新生的奴隸主或年輕的迪倫·斯托姆·魯夫。澳大利亞道德哲學家馬修·比爾德也提出了嬰兒波尔布特和約瑟夫·斯大林的想法，並認為需要一套明確的倫理原則來決定哪些歷史嬰兒值得被殺。

## 理論物理學
殺死嬰兒希特勒的問題包含了祖父悖論的一個版本，也被稱為「希特勒謀殺悖論」。根據時間的B理論，若是有人帶著殺死嬰兒希特勒的意圖回到過去，那麼他們回到過去的原因就會被消除。通常的結論是，既然過去已經發生了，那麼改變過去在邏輯上是不可能的。由於希特勒在1945年自殺，可以推斷並沒有時間旅行者能夠殺死嬰兒希特勒。
與B理論相反，採用時間的A理論的模型通過將時間視為二維來避免殺死嬰兒希特勒的邏輯矛盾，其中第一維是標準時間（tx），第二維稱為超時間（Htx）。允許改變過去的理論包括超永恆論、二維現在論和超現在論，這些理論在二维空间中展示了殺死嬰兒希特勒的可能性。在這些時間模型中，過去和未來都被認為是可變的；通過殺死嬰兒希特勒改變過去，時間旅行者也確實改變了未來。儘管也可以討論這些時間模型是否真正改變了過去，或者殺死嬰兒希特勒是否只是通過在超時間中產生變化，藉此影響過去。
如果時間旅行導致了平行宇宙的產生，殺死嬰兒希特勒只會創造一個沒有希特勒的平行宇宙，原始宇宙將繼續存在，因此他在那個時間線上造成的痛苦不會因時間旅行者而減輕。從這個角度看，天體物理學家布萊恩·科伯萊恩（Brian Koherlein）得出結論，殺死嬰兒希特勒「至多是無關緊要的，最壞的情況是可能有害」，建議時間旅行者避免這樣的行為，而是訪問1980年代。

## 文學與科幻
殺死嬰兒希特勒是當代科幻小說中常見的情節之一，通常描寫一名時間旅行者回到19世紀90年代，試圖刺殺尚未引起第二次世界大戰和實施納粹大屠殺的年幼希特勒。這樣的故事歷史可以追溯到二戰本身，包括1941年的《詭麗幻譚》和1942年的《模拟科幻小说与事实》等出版物。
這類故事詳細描述了殺死嬰兒希特勒所可能帶來的各種後果。例如，在莫里斯·G·丹特克1995年的短篇小說《上帝戴著黑色眼鏡嗎？》中，時間旅行者面臨了殺死嬰兒希特勒的倫理困境。在史蒂芬·弗莱1996年的小說《改寫歷史》中，一位歷史學生回到過去，使阿洛伊斯·希特拉失去生育能力，但結果卻是一位不同且更具破壞性的納粹獨裁者掌權，不僅使用核武器擊敗了蘇聯，征服了歐洲並消滅了所有的猶太人，在塞爾登·愛德華茲2008年的小說《小書》中，主人公們發現自己回到19世紀90年代的維也納，並試圖刺殺年幼的希特勒，但發現無法下手。在亞歷山德拉·佩特里的2015年短篇小說中，希特勒被一位友善的時間旅行者綁架並受到良好撫養。在2018年電影《死侍2》的片尾彩蛋中，死侍回到過去刺殺嬰兒希特勒，但沒有顯示後果。在导演剪辑版中，死侍意識到自己做不到，並親自為希特勒更換了尿布。
為了避免「希特勒謀殺悖論」，一些科幻故事遵循诺维科夫自洽性原则，即改變過去不會對未來產生實質影響。例如，在1977年的小說《原始解決方案》中，一位年老的大屠殺倖存者試圖殺死年幼的希特勒，但希特勒卻倖存下來，並因這段經歷而走上了反猶太主義的道路。在2002年的《陰陽魔界》一集中，一位女性時間旅行者殺死了嬰兒希特勒，但另一個嬰兒卻被希特勒的母親收養，並長大後做了與希特勒相同的事情，1963年同名電視劇更早的一集《無盡的時間》中，一位時間旅行者曾試圖刺殺希特勒，但失敗了，符合自洽原理。在朱利烏斯·馬胡爾斯基的2013年電影《大使》中，主人公們因巧合被送回過去，遇見希特勒，並決定殺死他。由於他們並非帶著殺死希特勒的意圖回到過去，因此避免了「希特勒謀殺悖論」，歷史因此發生了改變。

## 公開辯論
在有關時間旅行的討論中，人們經常提到改變過去的話題，特別是有關殺死嬰兒希特勒的問題，這也被稱為「高德温法则旅行法則」。 2015年10月，纽约时报進行了一項問卷調查，詢問讀者是否會殺死嬰兒希特勒，從而使公共辯論關於這個問題引起了關注。調查結果顯示 ，42%的受訪者表示他們會殺死嬰兒希特勒，30%表示他們不會，28%表示他們不確定。這項調查導致#babyhitler標籤在推特上開始流行，社交媒體平台的用戶開始討論這個話題。
在2016年共和黨總統初選競選期間，當赫芬顿邮报的記者向佛羅里達州州長傑布·布希提出是否會殺死嬰兒希特勒的問題時，他回答說「當然，我會！」。儘管他承認這樣的行為可能會帶來未知的後果，但他仍然肯定他會這樣做，並說「你得站出來啊，兄弟。」 美國工程師保羅·J·納欣評論說，布什這樣回答是為了表現出「他性格的堅韌」，同時指出共和黨候選人也反對墮胎。這個問題在當年民主黨總統初選中也被提出，新罕布什爾州初選候選人沃克文·施平將其作為他的政治綱領之一。美國演員湯姆·漢克斯對這場政治辯論的回應是，他會投票支持支持殺死嬰兒希特勒的總統候選人。當這個問題被提出給微軟的聊天機器人Tay時，它也回答說「當然」會殺死嬰兒希特勒。
相對而言，美國喜劇演員斯蒂芬·科拜尔對這個問題的回答是，他不會殺死嬰兒希特勒，而是會尋求在一個充滿愛的家庭中養育他。在2018年接受《華盛頓郵報》採訪時，美國演員约翰·C·赖利作出相似的回答，呼籲對嬰兒希特勒表示同情，作為一種非政治主义的替代選擇。 在2019年的為生命遊行中，美國保守派評論員班·夏皮羅從反堕胎运动的立場出發，反對殺死嬰兒希特勒，並表示「嬰兒希特勒是個嬰兒。」他的評論引起了自由派評論員的批評和嘲笑。由於他對殺死嬰兒希特勒的立場，三家公司撤回了他們在夏皮羅的播客上的廣告。

## 另見
- 《創世紀與災難：一個真實的故事（英语：Genesis and Catastrophe: A True Story）》

### 書籍
- Bragança, Manuel. . . Palgrave Pivot. 2019: 101–123  [1 April 2024]. ISBN 978-3-030-21617-7. doi:10.1007/978-3-030-21617-7_6. （原始内容存档于2024-04-01）.
- Febel, Giseal; Knopf, Kerstin; Nonhoff, Martin. . . Wiesbaden: Springer VS. 2023: 1–74  [1 April 2024]. ISBN 978-3-658-37784-7. doi:10.1007/978-3-658-37784-7_1. （原始内容存档于2024-04-01）.
- Kaiserman, Alex. . Bennett, Karen; Zimmerman, Dean W.  (编).  13. 牛津大學出版社. 2023: 283–314  [1 April 2024]. ISBN 978-0-19-288603-3. doi:10.1093/oso/9780192886033.003.0009. （原始内容存档于2024-04-01）.
- Marks, Joel. . . 帕爾格雷夫·麥米倫. 2016: 45–90  [1 April 2024]. ISBN 978-3-319-43798-9. doi:10.1007/978-3-319-43799-6. （原始内容存档于2024-04-01）.
- Nahin, Paul J. . . Science and Fiction. Springer. 2017: 187–244  [1 April 2024]. ISBN 978-3-319-48864-6. doi:10.1007/978-3-319-48864-6_4. （原始内容存档于2024-04-01）.
- Olasov, Ian. . . 圣马丁出版社. 2020  [1 April 2024]. ISBN 978-1250756183. （原始内容存档于2024-04-01）.
- Rard, Elizabeth. . Rivera, Heather L.; Hooke, Alexander E.  (编). . Open Court books. 2019  [1 April 2024]. ISBN 978-0-8126-9993-7. （原始内容存档于2024-04-01）.
- 茱莉亞·蕭爾（英语：Julia Shaw (psychologist)）. . . Canongate Books（英语：Canongate Books）. 2019  [1 April 2024]. ISBN 978-1-78689-132-7. （原始内容存档于2024-04-01）.

### 期刊文章
- Alper, Sinan. . Current Directions in Psychological Science. 2020, 29 (2): 115–120  [1 April 2024]. doi:10.1177/0963721419896362. （原始内容存档于2024-04-01）.
- Andreoletti, Giacomo; Spolaore, Giuseppe. . 綜合期刊（英语：Synthese）. 2021, 199 (3–4): 10569–10585. ISSN 0039-7857. doi:10.1007/s11229-021-03259-5 . hdl:11577/3397849 .
- Goddu, G. C. . Philosophies. 2024, 9 (28): 28. ISSN 2409-9287. doi:10.3390/philosophies9010028 .
- Grabias, Magdalena. . Perspektywy Kultury. 17 July 2023, 42 (3): 471–486  [2024-04-25]. doi:10.35765/pk.2023.4203.28 . （原始内容存档于2024-05-26）.
- Vihvelin, Kadri. . Philosophical Studies. March 1996, 81 (2–3): 315–330  [12 April 2024]. JSTOR 4320656. doi:10.1007/BF00372789. （原始内容存档于2024-05-26）.
- Vihvelin, Kadri. . The Monist. 2020, 103 (3): 312–327  [1 April 2024]. JSTOR 48739951. doi:10.1093/monist/onaa006. （原始内容存档于2024-04-01）.

### 新聞
- 克里斯汀·阿曼普. . CNN. 12 November 2015  [1 April 2024]. （原始内容存档于2024-04-01）.
- Beard, Matthew. . 道德規範中心（英语：The Ethics Centre）. 1 November 2015  [1 April 2024]. （原始内容存档于2024-04-15）.
- Blevins, Joe. . 影音俱樂部. 17 October 2016  [1 April 2024]. （原始内容存档于2024-04-01）.
- Concha, Joe. . 國會山報. 18 January 2019  [1 April 2024].
- Conroy, Scott; Strauss, Jon. . 哈芬登郵報. 9 November 2015  [1 April 2024]. （原始内容存档于2024-08-07）.
- Crucchiola, Jordan. . 紐約雜誌. 21 May 2018  [1 April 2024]. （原始内容存档于2024-04-01）.
- Fisher, Alyssa. . 前進報. 23 January 2019  [1 April 2024]. （原始内容存档于2024-04-01）.
- Ford, Matt. . 大西洋. 24 October 2015  [1 April 2024]. （原始内容存档于2024-05-09）.
- Hornshaw, Phil. . TheWrap. 7 August 2018  [1 April 2024]. （原始内容存档于2024-05-25）.
- Jewell, Hannah. . 華盛頓郵報. 25 September 2018  [1 April 2024]. （原始内容存档于2024-06-24）.
- 肖恩·金（英语：Shaun King）. . 紐約每日新聞. 26 October 2016  [1 April 2024]. （原始内容存档于2024-04-21）.
- Kantrowitz, Alex. . BuzzFeed新聞（英语：BuzzFeed News）. 23 March 2016  [1 April 2024]. （原始内容存档于2024-07-24）.
- Kaplan, Rebecca. . CBS. 10 February 2016  [1 April 2024]. （原始内容存档于2020-11-14）.
- Koberlein, Brian. . 富比士. 23 October 2015  [1 April 2024]. （原始内容存档于2024-04-01）.
- Matthews, Dylan. . Vox. 18 January 2019  [1 April 2024]. （原始内容存档于2024-05-04）.
- Miltimore, Jon. . 經濟學教育基金會（英语：Foundation for Economic Education）. 31 October 2022  [1 April 2024]. （原始内容存档于2024-05-24）.
- 亞歷山德拉·佩特里（英语：Alexandra Petri）. . 華盛頓郵報. 23 October 2015  [1 April 2024]. （原始内容存档于2023-02-02）.
- Stemwedel, Janet D. . 富比士. 24 October 2015  [1 April 2024]. （原始内容存档于2024-04-01）.
- Strauss, Matthew. . Inverse（英语：Inverse (website)）. 29 October 2015  [1 April 2024]. （原始内容存档于2024-04-01）.

### 其他
- Andreoletti, Giacomo; Torrengo, Giuliano. . Philosophia. 2019, 47 (4): 1011–1021. ISSN 0048-3893. doi:10.1007/s11406-018-0028-0.
- Andreoletti, Giacomo; Vervoort, Louis.  (PDF). Synthese. 2022, 200 (5)  [2024-04-25]. ISSN 0039-7857. doi:10.1007/s11229-022-03832-6. （原始内容存档 (PDF)于2024-09-11）.
- Cohen, Tom. . 牛津文學評論（英语：Oxford Literary Review）. 2016, 38 (1): 127–148. ISSN 0305-1498. doi:10.3366/olr.2016.0183.
- Dunkley, Andrew. . Aus/Independent. 2021. ISBN 9780648322061. OCLC 1286370879.
- Lenman, James. . Philosophy & Public Affairs. 2000, 29 (4): 342–370. JSTOR 2672830. doi:10.1111/j.1088-4963.2000.00342.x.
- Shullenberger, Geoff. . The New Atlantis. 2020, (62): 46–52. JSTOR 26934425.
- Šiljak, Harun. . Elzembely, Hosam A. Ibrahim; Aysha, Emad El-Din  (编). . McFarland. 2022: 194–198  [2024-04-25]. ISBN 978-1-4766-8523-6. （原始内容存档于2024-04-01）.
- Yeargan, Alyse Nicole.  (学位论文). 加州州立大學弗雷斯諾分校. 2015.[]

## 外部連結
- Edwards, Phil.  (Video). Vox. 14 October 2016  [2024-04-25]. （原始内容存档于2024-08-02） –YouTube.
- 凱文·達頓（英语：Kevin Dutton）.  (Video). Big Think（英语：Big Think）. 24 July 2013  [2024-04-25]. （原始内容存档于2024-06-05） –YouTube.